# Bergens Tidende
Bergens Tidende, fork. BT, grundlagt 1868, er et norsk dagblad, der udgives fra Bergen.
Bergens Tidende udkom første gang 2. januar 1868 og er dermed en af Norges ældste aviser. Den er landets fjerdestørste avis og den største regionalavis udenfor Oslo med et oplag på omkring 87.000 (2002). Avisen har omkring 260.000 læsere, hovedsagligt i fylkerne Hordaland samt Sogn og Fjordane. Avisen udkommer i tabloidformat.
Politisk er avisen uafhængig, men traditionelt betegnes BT som en liberal avis.
Schibsted-koncernen har aktiemajoriteten (52,9%) i Bergens Tidende AS.

## Hjemkøb af annoncerettighederne
Avisen blev stiftet af Johan Wilhelm Eide (13. oktober 1832 i Stryn -  2. november 1896 i Bergen). Eide voksede op i Stryn og flyttede efter konfirmationen til Bergen, hvor han blev udlært bogtrykker hos F.D. Beyer, et af byens fire trykkerier. Med 75 speciedaler i stipendium rejste han til Leipzig for at studere bogtrykkerkunst internationalt. Efter et par år i Hannover opholdt han sig også en tid i Genève, Frankrig og England. Først i 1864 var han tilbage i Bergen og ansøgte om borgerskab som bogtrykker. 1. maj 1867 åbnede han sit eget trykkeri i bydelen Engen, hvor han efterhånden erhvervede flere ejendomme. 2. januar 1868 startede han sin nye avis.
Eide havde imidlertid ingen velynder i ryggen, og det så mørkt ud; men så trådte agent John Theodor Lund til med sine mange kontakter og gav Eide sin fulde støtte. Alt stod og faldt imidlertid med Bergen bystyre, der betalte 30.000 speciedaler fra bykassen for at indløse det 103 år gamle annoncemonopol, som Adresseavisen i Trondheim havde sikret sig. Adresseavisen havde eneret til alle betalte annoncer i bytte mod at betale for vedligeholdet af vejen over Filefjell. Ingen anden by i Norge var underkastet nogen lignende indskrænkning, og som avisby var Bergen derved havnet bag småbyer som Haugesund og Bodø. En politiker, Rolf Olsen (1818-64), blev ovenikøbet så forarget over Bergens frikøb fra trønderavisens monopol, at han fra Stortingets talerstol erklærede, at hvis bergensere absolutt ville avertere, kunne de hellere fortsætte med at sende annoncerne til en avis udenfor Bergen.
I den første tid redigerede Eide selv avisen, og den tjente som talerør for håndværkere og øvrige middelstand. Han kæmpede mod bureaukrati, embedsmandsvælde og pietisme. Det var til tider hårdt at sikre driften, men i 1893 købte Eide konkurrenten Bergensposten fra 1855 op, og slog de to aviser sammen. Eide var en moderne arbejdsgiver. I 1880'erne indførte han ni timers arbejdsdag og gav sine ansatte sommerferie. Han var sanger og kordirigent, og sad i bystyret frd 1887.

## Redaktører
- Edvard Larssen (1840-98), 2. januar–2. april 1868: Larssen havde fået udgivet en lille digtsamling i Oslo og uddannet sig til fotograf i København. Tilbage i Oslo åbnede han et fotoatelier, og var den første, der tog billeder af Ibsen. Som 27-årig enkemand kom han til Bergen; hans to små døtre var sandsynligvis blevet hos hans familie i Stavanger, hvor familien havde en tobaksforretning.[6] I tre måneder var han redaktør i den nye avis, før han i maj 1868 dukkede op i USA, hvor han var bosat frem til sin død, kun 58 år gammel. I USA var han journalist og politiker, og mod slutningen af sit liv også landmand og gartner. Hans oldebarn Darlene Talbot var i besiddelse af et udkast til kontrakt mellem Larssen og stifteren Johan Wilhelm Eide, hvoraf fremgår, at det var Larssen (og ikke Eide) som skrev avisens første prøvenummer i december 1867. På den tid var det gængs praksis, at avisredaktørerne optrådte anonymt i spalterne, og i udkastet står: "Redaktionen er indtil Larssen anderledes bestemmer, anonym. Bevarelsen af Redaktionens og Indsendernes Anonymitet er det Eides saavelsom Larssens pligt samvittighetsfull at vaage over." At Larssens rolle som redaktør ikke blev kendt før i 2012, skyldes nok, at store dele af avisens arkiv gik tabt ved bybranden i Bergen i 1916.[7][8]
- Johan Hekleberg, 1868–1869
- David Chrystie Habe, 1869–1871
- Olav Lofthus, 1872–1894
- Finn Bøgh Henrikssen, 1894–1902
- K.F. Dahl, 1902–1903
- Finn Bøgh Henrikssen, 1903–1942. Han blev afsat af den tyske besættelsesmagt,[9] som i stedet indsatte:
- Vidkunn Nitter Schreiner, januar 1942 – 8. maj 1945. Schreiner havde været redaktør før krigen, men i en lille avis, Vestlandske Tidende i Arendal.[10] (Vestlandet var den gang alt vest for Oslofjorden.) Schreiner var i øvrigt blandt de få i det besatte Norge, der turde at gengive kong Haakons afskedstale fra Tromsø inden afrejsen til England. Imidlertid meldte Schreiner sig ind i Nasjonal Samling i september 1940. Han ville slet ikke være redaktør for Bergens Tidende og mente, han manglede kvalifikationerne for at lede en så stor avis. Han blev dog tvunget til det, men alligevel idømt seks års fængsel efter krigen for at have taget stillingen.[11] Sønnen Kjell Blich Schreiner havde været frontkæmper ved Leningrad inden han blev ungdomsleder for hirden i Sogn og Fjordane, og far og søn sonede efter krigen straffen sammen i Espeland fangelejr udenfor Bergen.[12] De skrev breve hjem på toiletpapir, som blev smuglet ud af Anton Berge. Han var ikke medlem i NS, men sad i Bergen bystyre for partiet Høire før krigen. På sin vej fra Haukeland stasjon til Gullfjellet gik Berge forbi moserne, hvor fangerne skar tørv og lagde breve fra sig på aftalte steder, hvorfra Berge viderebragte dem til venner og familie.[8]
- Håkon Torsvik, 1945–1956
- Ingem. Fænn, 1956–1977
- Kjartan Rødland, 1977–1986
- Einar Eriksen, 1986–1991
- Magne Gaasemyr, 1991–1994
- Hans Erik Matre, 1994–1997
- Einar Hålien, 1997–2008
- Trine Eilertsen, 2008–2012
- Gard Steiro, 2012–2015
- Øyulf Hjertenes, 2015–[13]